# Harpaneta
A harpaneta, spitzharfe ou arpanetta é um instrumento de cordas musical popular na Itália e na Alemanha, nos séculos XVII e XVIII. Até 90 centímetros de altura, é projetado para ser colocado sobre uma mesa, e consiste de dois conjuntos de cadeias de cordas de aço para produzir a melodia e cordas de bronze ou latão para o acompanhamento. É tocado com os dedos, de uma maneira semelhante à harpa.